# Fredrik Händemark
Fredrik Händemark, född 27 augusti 1993 i Björbo i Gagnefs kommun i Dalarnas län, är en svensk ishockeyspelare. Händemark spelar sedan säsongen 2015/2016 i Malmö Redhawks i Svenska Hockeyligan och sedan säsongen 2017/18 spelar han även som kapten för Malmö Redhawks.

## Biografi
Fredrik Händemark började sin ishockey-karriär i Leksands IF:s juniorlag som femtonåring i U16 men hoppade snabbt upp i J18 på grund av hans naturliga skicklighet. 2008 är även året då Händemark även började delta i en internationll hockeytävling varje år, han deltog i U16, U17, U18 och har även representerat Sverige i herrlandslaget i hockey.
Hans karriär i Leksands IF varade länge och mellan 2008 och 2015 spelade han endast två gånger i något annat lag, Borlänge HF 2011/12 och 2012/13 som utlånad spelare. Han var en dedikerad Leksands-spelare och gjorde sin SHL-debut med dem säsongen 2013/14 och hans professionella karriär började också där år 2012. Säsongen 2015/16 bytte Händemark till IK Pantern, ett Malmöitiskt lag som under den tiden spelade i HockeyAllsvenskan. IK Pantern och Malmö Redhawks har ett samarbete och detta ledde till att Händemark, som många IK Pantern-spelare, blev utlånad till Malmö Redhawks när de var i behov eller sökandes för spelare. Året då Händemark debuterade i Redhawks som utlånad spelare var även det första året som Malmö Redhawks spelade i SHL på 7 år, säsongen 2015/16. Händemark spelade under denna säsong tillräckligt bra för att bli erbjuden ett ettårskontrakt vilket han accepterade. Under denna säsong, med ett fulltids-kontrakt, presterade han tillräckligt bra för att bli erbjuden att vara lagkapten från och med säsongen 2017/18, till vilket han tackade ja och är än idag.
Händemark är och har alltid varit en kontroversiell figur inom Svensk hockey. Händemark har spelat väldigt aggressivt jämförelsevis med andra spelare i SHL och blev därmed säsongen 2018/19 utnämnd till spelaren med flest utvisningsminuter. Hans aggressiva spelstil resulterar dock inte endast i utvisningsminuter utan även i poäng, Händemark slutade som topp 3 i totalpoäng i Malmö Redhawks samma säsong.
Efter en NHL-sejour inom San Jose Sharks organisation flyttade Händemark till SKA St. Petersburg inför säsongen 2021/2022. Redan i oktober 2021 stod det dock klart att Händemark vände hemåt till Malmö Redhawks igen. Han har för närvarande kontrakt över säsongen 2024/2025.